# باکالیجار کوهی
باکالیجار کوهی یا باکالنجار قوهی وزیر، سپهسالار، نایب‌السلطنه و حاکم دورهٔ زیاریان در قرن پنجم هجری بود. 
منابع اولیه دربارهٔ او اختلافات بسیاری دارند. این احتمال وجود دارد که اشراف‌زاده‌ای باوندی بوده باشد. همچنین در منابع بر سر این که پدر ناتنی یا دایی انوشیروان بوده، اختلاف نظر است. حتی گرچه نام پدر وی اغلب «ویهان کوهی» ثبت شده، منابعی آن را «سرخاب دیلمی» ذکر کردند.
باکالیجار در زمان امارت منوچهر زیاری سپهسالار و وزیر او بوده‌است. پس از درگذشت منوچهر، فرزند خردسال او، انوشیروان، به امارات طبرستان و گرگان رسید و در پی این جانشینی، زمام امور مملکت به دست باکالیجار افتاد و او که به نظر می‌رسد با مادر انوشیروان ازدواج کرده بود، تدریجاً خود را امیر سرزمین طبرستان و گرگان معرفی کرد و منشور فرمانروایی به نام او نوشته شد. باکالیجار اعلام کرد انوشیروان را به قتل رسانده‌است ولی یحتمل تنها او را حبس کرده باشد؛ چنان‌که پس از خلع قدرت باکالیجار، او مجدداً به صحنه بازگشت.
باکالیجار حاکمی بدون استقلال بود. او بیشتر دوران فرمانروایی خود را تحت‌الامر سلطان مسعود، فرمانروای غزنویان، بود و دختر خود را به عقد مسعود درآورده بود. باکالیجار یک‌بار در غیاب مسعود، که به هندوستان رفته بود، شورش کرد و به حمایت آل کاکویه رأیت افروخت ولی با بازگشت مسعود از هند، شورش آنان شدیداً سرکوب شد. با این‌که مسعود و باکالیجار دوباره متحد شدند، ولی این اتفاق از عوامل تضعیف سلطنت مسعود بود و باعث شد او در دفع حملات گروهی از ترک‌های مهاجم، به نام سلجوقیان، ناکام بماند و بدین ترتیب هم مسعود و هم باکالیجار قدرتشان را از دست دادند.
با افول قدرت مسعود غزنوی، باکالیجار هم از حکومت دست کشید و انوشیروان زیاری مجدداً برای مدتی به تخت امارت نشست. اما با ورود طغرل بیک به طبرستان سلجوقیان مرداویج بن بسو را عامل خود در منطقه قرار دادند و انوشیروان تابع او شد. باکالیجار نیز تا پایان عمر در قلعه‌ای زندگی خود را ادامه داد و وارد سیاست نشد. گمانه‌هایی دربارهٔ قتل او توسط انوشیروان نیز وجود دارد.

## نام و نسب
نام اصلی باکالیجار احتمال به صورت «ابوکالیجار» بوده‌است. «ابو» واژه‌ای عربی است و «کالیجار» به زبان گیلکی به معنای جنگ است و با واژهٔ فارسی «کارزار» ریشه‌هایی مشترک دارد. این کلمه در زبان پهلوی به شکل «کاریچار» نگارش می‌شد. ابوکالیجار در مجموع معادل نام عربی ابوالهیجا یا ابوالحرب بود که در آن عصر زیاد استفاده می‌شد. بعضی منابع تاریخی، همچون ابن‌اسفندیار، اولیاالله آملی و بیهقی، نام این شخص را «کالنجار» ثبت کردند که ممکن است شکل یا لهجهٔ دیگری از همان عبارت «کالیجار» باشد. یوستی در مقاله‌اش «کالنجار» را نام قلعه‌ای در مولتان هندوستان معرفی می‌کند که نام دیگر آن «تلواره» بوده‌است.
باکالیجار برادرزن منوچهر زیاری و دایی انوشیروان زیاری معرفی شده‌است، که به نظر اشتباه می‌آید. با مرگ منوچهر، باکالیجار پدر ناتنی انوشیروان شد. نام پدر باکالیجار در منابع «ویهان کوهی» و «سرخاب دیلمی» ثبت شده‌است. به نظر زریاب، باید ویهان نام صحیح پدر باکالیجار بوده‌باشد و سرخاب برادر او است. چون نام «شهروبن سرخاب» به عنوان برادرزادهٔ باکالیجار آمده‌است. همچنین پسوند «کوهی» یا «قوهی» منسوب به قهستان بود ولی در اینجا به کوه‌های طبرستان اشاره دارد.
این احتمال هم داده شده که تبار باکالیجار به خاندان باوندیان برسد. باسورث نیز ضمن بیان این احتمال، به ارتباط نام‌های «کوهی» و «سرخاب» با باوندیان و ارتباط نزدیک این خاندان با آل زیار، اشاره کرده‌است. مفیض‌الله کبیر تبارنامه‌ای برای باکالیجار رسم کرده، که در آن وی را از نوهٔ اسپهبد شهریار بن دارا و برادر «شهروی» و «قارن» (فرماندهٔ آلپ‌ارسلان) و «فولانه» (همسر منوچهر) معرفی کرده و همچنین دختر باکالیجار را همسر مسعود غزنوی می‌داند. زریاب بنا بر گفته ظهیرالدین مرعشی می‌گوید هیچ‌کس بعد از مرگ اسپهبد شهریار از این خاندان به حکومت نرسید و همهٔ آنان در قلمرو زیاریان می‌زیستند.
بعضی کتاب‌های تاریخی باکالیجار و انوشیروان را اشتباهاً یک نفر دانستند و نام او را «باکالنجار بن منوچهر بن قابوس» ثبت کردند که این کار قطعاً غلط است.

## حکومت منوچهر
منوچهر پنجمین فرمانروای دودمان آل زیار بود. او زیر چتر حمایت غزنویان قرار داشت و با سلطان محمود معاصر بود و به او باج می‌داد. در زمان امارت منوچهر باکالیجار سپهسالار او بود. منوچهر در سال ۴۲۰ یا ۴۲۱ هجری به مرگ طبیعی از دنیا رفت و پس از درگذشت او، در فاصله‌ای کوتاه سلطان محمود نیز درگذشت.
البته بیهقی در داستان متفاوتی باکالیجار را برادرزن منوچهر دانسته و می‌گوید او به کمک حاجب بزرگ منوچهر، او را به زهر مسموم کرده و کشته‌است. 

## نایب السلطنه انوشیروان

در دوران امارت انوشیروان سکه‌هایی با نام سلطان مسعود غزنوی در گرگان و طبرستان استفاده می‌شد.

پس از مرگ منوچهر در سال ۴۲۱ هجری پسرش، شرف‌المعالی انوشیروان، به حکومت موروثی دست یافت و محمود غزنوی حکومتش را تثبیت کرد و برای این کمک پانصد هزار دینار باج طلب نمود. بیشتر این دورهٔ زمانی حکومت انوشیروان مقارن با سلطنت مسعود غزنوی است، که تازه جایگزین محمود شده‌بود. در قلمرو انوشیروان به نام مسعود سکه ضرب می‌شد و خطبه می‌خواندند. آن گونه که بیهقی در کتابش آورده، در این زمان باکالیجار همهٔ کارها را انجام می‌داد و انوشیروان که در سنین نوجوانی بود، قدرتی نداشت. ابن اثیر نیز می‌گوید «ابوکالیجار بن ویهان القوهی» فرماندهٔ سپاهیان انوشیروان و ناپدری او بود.

## حکومت باکالیجار
باکالیجار که موجب تثبیت قدرت انوشیروان شده‌بود، تصمیم گرفت تدریجاً او را از صحنه کار بزند و خود بر تخت نشیند. در همین ایام شرح مشاوره‌ای از سلطان مسعود با «خواجه احمد بن حسن میمندی» در کتاب بیهقی وجود دارد که در آن خواجه به سلطان پیشنهاد می‌دهد حکومت شهر ری را به باکالیجار بسپارند ولی مسعود ضمن اذعان به توانایی باکالیجار مخالفت می‌کند؛ زیرا ترس آن داشت که انوشیروان نتواند بدون حضور باکالیجار از پس کنترل طبرستان برآید.
این که باکالیجار چگونه حکومت انوشیروان را از سر راه خود برداشته و چه نقشه‌ای کشیده‌بود، معلوم نیست. بعضی مورخان گفته‌اند شاید همین مشورت خواجه میمندی به گوش او رسیده و موجب تطمیعش شده‌باشد. بعضی دیگر از ادعای قتل انوشیروان توسط باکالیجار خبر می‌دهند؛ او در سال ۴۲۳ هجری، در نامه‌ای به دربار سلطان مدعی شد که انوشیروان را با زهر کشت و از مسعود غزنوی خواست که چون از تبار مرداویج و وشمگیر فرد ذکوری نیست که بتواند بر گرگان و طبرستان حکومت یابد، فرمانروایی خودش را به رسمیت بشناسند. سلطان مسعود که مشغول جنگ با مخالفانش بود، با درخواست باکالیجار موافقت کرد و از او خواست چند نفر را برای تحویل منشور حکومت بر طبرستان به دربارش بفرستد. به نظر می‌رسد در آن هنگام باکالیجار به دروغ مدعی قتل انوشیروان شد؛ چون کمی بعد، انوشیروان بازگشت.
باسورث می‌گوید: «گرگان و دهستان با رباط مشهورش، در دفاع از ایران شمالی، در مقابل ترکمن‌های بلخان‌کوه، که از آخرین سال‌های سلطنت سلطان محمود غزنوی به مرزهای شمالی خراسان تاخت و تازهای پی در پی داشتند، کلید منطقه یا به تعبیر دیگر، ثفر (مرز) به به حساب می‌آمد.» او پس از بیان اهمیت قلمرو زیاری، در ادامهٔ مقاله چنین برداشت می‌کند که نامهٔ باکالیجار به مسعود، که در آن درخواست به رسمیت شناختن امارت خودش را داده‌بود، نه تنها برای سلطان مسعود نگران‌کننده نبود؛ بلکه دورنمای حکومتی قوی‌تر در منطقه را به او می‌داد.
هنگامی که مسعود در شهر بلخ به سر می‌برد، ابوالمحاسن (از بزرگان طبرستان) و قاضی شهر گرگان نزد او رفتند و منشور ولایت به دست بونصر مشکان نوشته شد و به باکالیجار رسید. مسعود برای پیشگیری از شورش باکالیجار، از او خواست علاوه بر پرداخت باج معین شده در گذشته، دخترش را برای همسری او، به پایتخت بفرستد. با ازدواج مسعود و دختر باکالیجار، اتحاد و نزدیکی این دو فزونی یافت. این‌که در منابع آمده که سلطان از باکالیجار خواسته «باج سابق» که تعهد کرده را هم بپردازد، معلوم می‌کند که پیشتر باکالیجار به عنوان امیر یا سپهسالار انوشیروان تعهدات مالی داشت که حال می‌بایست افزون بر آن مبلغی دیگری را هم می‌پرداخت.
در سال ۴۲۴ هجری گروهی از ترکمن‌های صحرانشین، قصد داشتند از مسیر بلخان به سمت طبرستان لشکرکشی کنند. سلطان مسعود و باکالیجار با یکدیگر همکاری کرده و در برابر این حمله مقاومت کردند: سلطان مسعود چند لشکر خود را برای مقابله گسیل داشت و از باکالیجار هم خواست مراقب حوالی خراسان باشد و بخشی از آنان را هم به دهستان فرستد تا نخواهند از راه رباط هجوم آورند.
مسعود غزنوی سال ۴۲۴ هجری، کسی را فرستاد تا دختر باکالیجار و باج طبرستان را با خود بیاورد. این قاصد در مسیر بازگشت برخی بزرگان گرگان و نیشابور و علما و رجال سیاسی را هم به همراهی خود آورد و دختر باکالیجار هم جهیزیه‌ای گرانبها با خود آورد؛ سلطان مسعود با دیدن این کاروان خلعتی به هریک از همراهان بخشید و یک خلعت هم برای باکالیجار فرستاد.

### شورش باکالیجار و لشکرکشی مسعود
سلطان مسعود وقتی موفق به غلبه بر مخالفان شد، همچون پدر راه لشکرکشی به هند را پیمود و در سال ۴۲۶ هجری از هند برگشت. در این زمان با دو دشمن خارجی روبرو شد: نخست سلجوقیان بودند که در سرحدات شمالی در حال قدرت گرفتن بودند و دیگری اتحاد باکالیجار با علاالدوله کاکویه و فرهاد بن مرداویج، که در مرزهای غربی غزنویان شوریدند. تاریخ‌نویسان می‌گویند احتمالا باکالیجار چون جهیزیهٔ گرانبهایی تدارک دیده بود، انتظار داشت باج را نپردازد و علت نارضایتیش از این جهت بود.
مسعود به قصد سرکوب باکالیجار و متحدانش با سپاه خود وارد نیشابور شد. ابوالحسن عراقی، از مشاوران سلطان، پیشنهاد داد که مسعود به گرگان لشکر بکشد و در آنجا اردو بزند ولی بونصر مشکان و بعضی دیگر وزیران مخالف این نقشه بودند چون خالی ماندن خراسان از سپاه را خطرناک می‌دانستند و احتمال می‌دادند ترکمنان از این فرصت برای حمله به مرکز سلطنت استفاده کنند. ولی ابوالحسن عراقی با چهار دلیل مسعود را راضی به حمله کرد:
1. شهر گرگان از نیشابور گرم‌تر بود و لشکر می‌توانست زمستان را در آنجا راحت‌تر سر کند.
2. در گرگان خوراک و آذوقه ارزان‌تر از خراسان بود.
3. باکالیجار که باج دو سال را نپرداخته بود، مجبور به دادن خراج می‌شد.
4. لشکرکشی سلطان موجب دلگرمی سپاه غزنوی به فرماندهی «عبدوس»، که در همان زمان در برابر سلجوقیان می‌جنگید، می‌شد.

ابوالحسن عراقی در حال تحریک سلطان مسعود برای یورش به آمل بود و می‌گفت آن شهر یک میلیون جمعیت دارد و لااقل هر نفر می‌تواند یک دینار بپردازد، که این‌گونه یک میلیون دینار جمع‌آوری می‌شود. چنین شد که سپاهیان غزنوی مدام به پیشروی ادامه می‌دادند و باکالیجار عقب می‌نشست. باکالیجار از گرگان به استرآباد و از آنجا به ساری، سپس به آمل، ناتل، کجور و رویان عقب‌نشینی کرد و مسعود به دنبال او می‌تاخت. بیهقی شخصاً در این لشکرکشی‌ها حضور داشت و از این نظر گزارش‌های او اهمیت ویژه‌ای دارد.

نقشهٔ لشکرکشی‌های مسعود غزنوی

سلطان مسعود در ابتدای لشکرکشی‌هایش، از طریق اسفراین به سوی گرگان رفت و روز ۲۶ ربیع‌الاول ۴۲۶ هجری به این شهر رسید. مردم گرگان با شنیدن لشکرکشی سلطان مسعود به ساری گریختند و باکالیجار هم در این میان همراه بزرگان گرگان، انوشیروان، شهرآگیم و مرداویز به ساری فرار کرد. چهار هزار نفر از لشکریان عرب باکالیجار در این زمان به او پشت کرده و به غزنویان پیوستند. انوشیروان احتمالاً تا این دوره در زندان حبس بود ولی بنا بر متن نامه‌ای که باکالیجار برای مسعود به گرگان فرستاد، می‌توان حضور انوشیروان را دریافت.
«سعید صراف»، از فرماندهان و سپهسالاران باکالیجار، در اردوی مسعود به صاحب‌دیوانی گرگان پذیرفته شد و در جمع‌آوری باج گرگان کمک نمود. مسعود ۱۰ روز در گرگان به خوشگذرانی و باده‌گساری پرداخت و آنگاه خود در ۱۳ ربیع‌الآخر ۴۲۶ به سوی استرآباد رفت و پسرش، مودود، را همراه چهار هزار سپاهی به سپهسالاری «آلتون‌تاش»، مأمور گردآوری باج و فتح شهرهای اطراف کرد. همچنین «آخرسالار» را با دو هزار سرباز عرب و سه هزار ترک و هندو برای تصرف دَهستان راهی کرد. مسعود در استرآباد، ابتدای مسیری که به ساری می‌رفت و مشرف بر تپه‌ای، اردو بر پا کرد و چند روزی در آنجا خوش گذراند. سپس در ایام نوروز، مصادف با ۲۲ یا ۲۳ ربیع‌الآخر، به سوی ساری حرکت کرده و ۲۷ ربیع‌الآخر این شهر را بگرفت و روز بعد دستور داد «نوشتکین حاجب» و «بوالحی» (یا بوالحسن) قلعه‌ای به نام «گوتوال‌دژ»، که هیچ سلاح و نظامی‌ای در خود نداشت، را در نزدیکی شهر غارت کردند و بقایای دژ را سوزاندند. روز یکم جمادی‌الاول مسعود به سوی آمل رفت و با پیشواز بزرگان آمل مواجه شده و بدون هیچ درگیری وارد شهر شد. 
باکالیجار در این مدت پیوسته نامه‌هایی به مسعود می‌فرستاد و عذرخواهی می‌کرد. وی در نامه‌ای به مسعود گفت که خواهان حکومت بر طبرستان نیست و از او خواست از جانش بگذرد تا در قلعه‌هایی که از پدرانش به او رسیده باقی عمر را بگذراند ولی مسعود نپذیرفت و دو لشکر را در ناتل به یکدیگر رسانید. در نبرد ناتل که در جمادی‌الاول ۴۲۶ هجری رخ داد، نیروهای غزنوی با دشواری از پس نیروهای باکالیجار که در اتحاد با امرای محلی بودند، برآمدند. بنابر روایت بیهقی، قوای غزنوی شامل هزار و پانصد پیاده، هشت هزار سواره‌نظام و ده فیل و پانصد شتر زرادخانه و آلات دژگشا بود. آن‌ها برای رسیدن به اردوی باکالیجار مسیر صعب‌العبوری را طی کرده بودند. دو اردو پیش از نبرد دو سوی رودخانه جای گرفتند و تنها پل رود توسط پنجاه سرباز باکالیجار و شهرآگیم محافظت می‌شد و از هر دو سوی بسیاری کشته شدند تا غزنویان نهایتاً پل را گرفتند. سلطان مسعود در طول نبرد، بر فیلی نشسته بود و وقایع را می‌نگریست. شهرآگیم اواخر به سوی مسعود تاخت ولی آوای کوس‌های غزنوی اسب را ترساند و او به زمین افتاد و زخمی شد. اینچنین اردوی مازندرانیان از هم گسیخت و باکالیجار به دیلم گریخت.  
مسعود که پیش از این به مردم شهر آمل قول داده بود باج دو سال شهر را می‌بخشد، به آنجا بازگشت و طلب باج کرد و گفت بایستی یک میلیون دینار طلا از این شهر گرفته شود. وی که قصد داشت هرچه سریع‌تر به پایتخت خود برگردد، به محتسبان دستور داد سریعاً این مبلغ را گردآوری کنند. وزرا به سلطان توصیه کردند که آنقدر به مردم آمل فشار نیاورد و نمی‌توان این مقدار پول از یک شهر بیرون کشید ولی او توجهی نکرد. مردم شهر چند تن از بزرگان همانند ناصر علوی و بیهقی را برای ضمانت نزد سلطان فرستادند، ولی افاقه نکرد و مسعود تهدید کرد اگر به زبان خوش این مالیات پرداخته نشود «بوسهل بن اسماعیل» را برای گرفتنش می‌فرستد. بوسهل نهایتاً برای با زور ستاندن باج مأمور شد و شهر را غارت کرد. او خانه‌ها را می‌سوزاند و بی‌چیزان را زندانی می‌کرد. بالاخره پس از چهار روز، صد و شصت هزار دینار جمع شد.
این کارها باعث گریختن شبانهٔ بسیاری از مردم آمل شد و تعدادی از آن‌ها برای شکایت به درگاه خلیفه به بغداد رفتند و اخبار ظلم و ستم سلطان تا مکه و مدینه پخش شد. با این احوال، در سراسر طبرستان به هواداران باکالیجار و انوشیروان افزوده شد. خبر دیگری که خون مردم را به جوش آورد، حملهٔ یکی از سرداران مسعود، به نام «سالار بکتغدی»، به همراه غلامانش به یک روستا بود که در آن اهالی قتل‌عام شدند و حتی درویشانی که در مسجد در حال خواندن قرآن بودند، کشته شدند. مسعود دربارهٔ این اتفاقات به مشورت نشست و در پایان، پشیمان شد. همزمان از شهرهای دَهستان و فراوه اخبار حملهٔ ترکمنان به گوش مسعود رسید و از سوی دیگر باکالیجار مدام نامه‌نگاری می‌کرد و اظهار پشیمانی می‌کرد.

### ابقای باکالیجار
سلطان مسعود که برای بازگشت به خراسان و رفع تهاجم ترکمن‌ها عجله داشت، پس از ۴۶ روز جنگ، باکالیجار را بخشید. باکالیجار هم پذیرفت که در عوض ۳۰۰٬۰۰۰ دینار باج دهد، هر سال مال بفرستد، خطبهٔ ملک به نام مسعود باشد و برادرزاده اش را به گروگان نزد مسعود بفرستد. مسعود وقتی به گرگان رسید، خبر گذشتن ترکمن‌های سلجوقی از رود جیحون و هجومشان به خراسان را شنید. عبدالجبار را امیر گرگان کرد و به او مأموریت داد مراقب باکالیجار باشد. همچنین برای عبدالجبار پنج‌تا سرهنگ و یک حاجب و هزار سواره‌نظام هم باقی گذاشت.
در رجب ۴۲۶ هجری مسعود به نیشابور رسید، در اینجا مسعود به بونصر مشکان گفت: که نباید به باکالیجار حمله می‌کرده و این حمله هیچ نفعی برایش نداشته چون باکالیجار حالا هم می‌تواند به راحتی شورش کند و دوباره مستقل شود. بونصر در جواب سلطان گفت: «اگر به امیر فایده ای نرسیده، به باکالیجار بسیار فایده رسیده؛ زیرا او ضعیف بود و لشکریان از او فرمان نمی‌بردند اما اکنون بیشتری از رقیبان او کشته شدند و از دست طایفهٔ عرب آسوده‌خاطر شد و مردم طبرستان از ستم‌هایی که از سپاه غزنویان به آنان رسید، قدر باکالیجار را بشناختند. یعنی دریافتند میان غزنویان و آل زیار، که اهل محل هستند، فرق بسیاری است و غزنویان جز کشتن و غارت کاری ندارند.» بونصر همچنین به سلطان پیشنهاد داد: «…باکالیجار را می‌توان دوباره به دست آورد و از او با نامه و پیغام استمالت کرد، که مردی خردمند است.» ولی مجدداً دیگر وزرا و اطرافیان مسعود، او را از این مصالحه بازداشتند.
باکالیجار با دور شدن مسعود از مهلکه با تحریک توده‌های مردم، علیه سلطان سر به شورش نهاد. عبدالجبار با مشاهدهٔ اوضاع فرار را بر قرار ترجیح داد و به خراسان بازگشت. اما باکالیجار همچنان مکاتبات خود را با دربار مسعود حفظ کرده و مدام در نامه‌های خود اظهار اطاعت می‌کرد. او به مناسبت جشن مهرگان که مسعود بر پا داشته بود، هدایای ارزشمندی برای او فرستاد. مسعود هم که فرصت مقابله و باج‌خواهی نداشت، او را به حال خود گذاشت.
باکالیجار پس از این وقایع نسبت به مسعود وفادارتر عمل کرد و حتی زمانی که مسعود در برابر سلاجقه بسیار ضعیف شده‌بود، از او دست نکشید. شاید به این دلیل که از قدرت زیاد سلجوقیان می‌ترسید و می‌دانست که به تنهایی توانایی مقابله با آنان را ندارد. در سال ۴۲۹ هجری، سرداران غزنوی، به نام‌های «ابوالفضل سوری» و «بوسهل حمدوی»، در نبرد با سلاجقه شکست خوردند و به سمت گرگان گریختند. باکالیجار ضمن پذیرش این دو، به آن‌ها لشکری داد تا بتوانند شکست خود را جبران نمایند. مسعود پس از شنیدن این خبر، خلعت و نامه‌ای در تشکر از باکالیجار، برایش ارسال کرد.

## بازگشت انوشیروان به حکومت
در سال ۴۳۳ هجری، انوشیروان توانست پس از ۱۰ سال زندگی در سایه، مجدداً به صحنهٔ سیاست بازگردد. بعضی منابع تاریخی نوشتند که او با کمک مادر خود با مادر باکالیجار ازدواج کرده که نمی‌تواند درست باشد؛ حال آن که همین منابع باکالیجار را دایی انوشیروان دانستند. احتمالاً انوشیروان هنگامی که ضعف سلطان مسعود پدیدار شد، باکالیجار را که دیگر پشتیبانی نداشت، کنار زد و به حکومت بازگشت. منابع از کمک مادر انوشیروان، که همسر باکالیجار بوده، به او گفته‌اند.
همین که انوشیروان به قدرت بازگشت، حاکم سلجوقیان، به نام طغرل، با استفاده از ضعف سیاسی-نظامی موجود به او حمله کرد. از جمله افراد حاضر در لشکر او «مرداویج بن بسو دیلمی» و «چغری بیک» بودند. چغری بیک به راحتی گرگان را گشود و طغرل از این شهر هزار دینار مال خواست. وی مرداویج بن بسو را حاکم این شهر کرد و باج سالانه ۵۰٬۰۰۰ دینار برایش تعیین کرد. انوشیروان هم با پذیرفتن سالانه ۳۰٬۰۰۰ دینار خراج، ابقا شد ولی می‌بایست تحت‌الامر مرداویج بن بسو می‌بود. مرداویج برای تسلط بیشتر بر انوشیروان با مادرش (همان که پیشتر همسر باکالیجار بود) ازدواج کرد. از آن پس دودمان آل زیار بسیار ضعیف شد و امیران بعدی تنها بر چند قلعه حکمرانی داشتند و بیشتر به بزرگ‌زمین‌داران شباهت داشتند تا پادشاه.

## عاقبت باکالیجار
منابع اولیه نزدیک به دورهٔ زندگانی باکالیجار، مانند ابن اثیر، گردیزی و بیهقی مستقیماً به تاریخ مرگ او اشاره‌ای نکردند.طبق آنچه ظهیرالدین مرعشی و ابن اسفندیار در آثار خود آورده‌اند، انوشیروان در سال ۴۳۵ هجری، هنگام شکار جان سپرد و باکالیجار تا چند سال بعد از او زنده بود ولی هیچ تلاشی برای بازگشت به عرصهٔ حکومت ننمود. بنا بر این منابع، محمدعلی مفرد معتقد است: «شاید دلیل عزلت باکالیجار این بود که دیگر سلاطین قدرتمند زمانه به او اقبال نشان ندادند. باکالیجار در ۱۰ سال حکومت خود نشان داد که چقدر متکی به قدرت‌های خارجی است و بدون کمک آنان قادر به کنترل مملکت نبود. شاید دلیل دیگر او حضور دارا و اسکندر از خاندان زیاری باشد که مجال قدرتگیری به او ندادند. وی تا پایان عمر در قلعه‌ای زیست و در سال ۴۴۱ هجری همان‌جا درگذشت.»
عباس زریاب معتقدست احتمال این که در سال ۴۳۳، پس از قدرت گرفتن مجدد انوشیروان، او باکالیجار را کشته باشد، وجود دارد ولی ابن اثیر چنین گزارشی نکرده‌است. زریاب سپس می‌گوید: «آنگونه که می‌دانیم، آن زمان پادشاهان صحیح نمی‌دانستند که مخالفان بزرگ خود را زنده نگهدارند و به حبسشان اکتفا کنند؛ خصوصاً که ابن اثیر، دربارهٔ سال ۴۳۳ گفته‌است مرداویج با مادر انوشیروان، که همسر سابق باکالیجار است، ازدواج کرده، که این مسئله فقط زمانی قابل پذیرش است که باکالیجار درگذشته باشد و مادر انوشیروان به عنوان بیوه بتواند مجدداً ازدواج کند؛ مگر این که محتمل بدانیم این دو به اجبار طلاق گرفتند که بعید می‌نماید.»
روزبه زرین‌کوب هم، مانند زریاب، درگذشت باکالیجار در ۴۴۱ هجری را نادرست می‌پندارد. او می‌گوید این شاید تاریخ مرگ انوشیروان باشد. وی حدس می‌زند که باکالیجار یا به دست انوشیروان در ۴۳۳ به قتل رسیده یا در زمان فتح گرگان توسط طغرل کشته شده‌است.

## مطالعهٔ بیشتر
- فرای، ریچارد. تاریخ ایران کمبریج. ترجمهٔ حسن انوشه، تهران: ۱۳۶۳، امیرکبیر، ج۴، ص۱۸۸.

- C.E.Bosworth, The Ghaznavids: their empire in Afghanistan and eastern Iran 944-1040 , Edinburgh 1963.